# JR Freight classe DF200
La classe DF200 (DF200形, DF200-gata) est un type de locomotive Diesel exploitée par la compagnie JR Freight pour le transport de marchandises au Japon. Un exemplaire est affecté au train de luxe Nanatsuboshi in Kyūshū.

## Description
Les locomotives sont construites par Kawasaki Heavy Industries. 50 exemplaires ont été produits. Leur disposition des essieux est Bo'Bo'Bo'.
Plusieurs sous-séries existent :
- DF200-901 : modèle prototype construit en 1992.
- DF200-0 : Première version de série, 12 locomotives construites de 1994 à 1998 (numérotées DF200-1 à 12).
- DF200-50 : Deuxième version de série, 13 locomotives construites de 1999 à 2004 (numérotées DF200-51 à 63).
- DF200-100 : Troisième version de série, 23 locomotives construites de 2001 à 2013 (numérotées DF200-101 à 123).
- DF200-200 : Il s'agit de locomotives DF200-100 qui ont été améliorées et renumérotées.
- DF200-7000 : Exemplaire spécifique construit en 2013 pour tracter le train de luxe Nanatsuboshi in Kyūshū de la JR Kyushu[2]. L'extérieur est conçu par Eiji Mitooka.

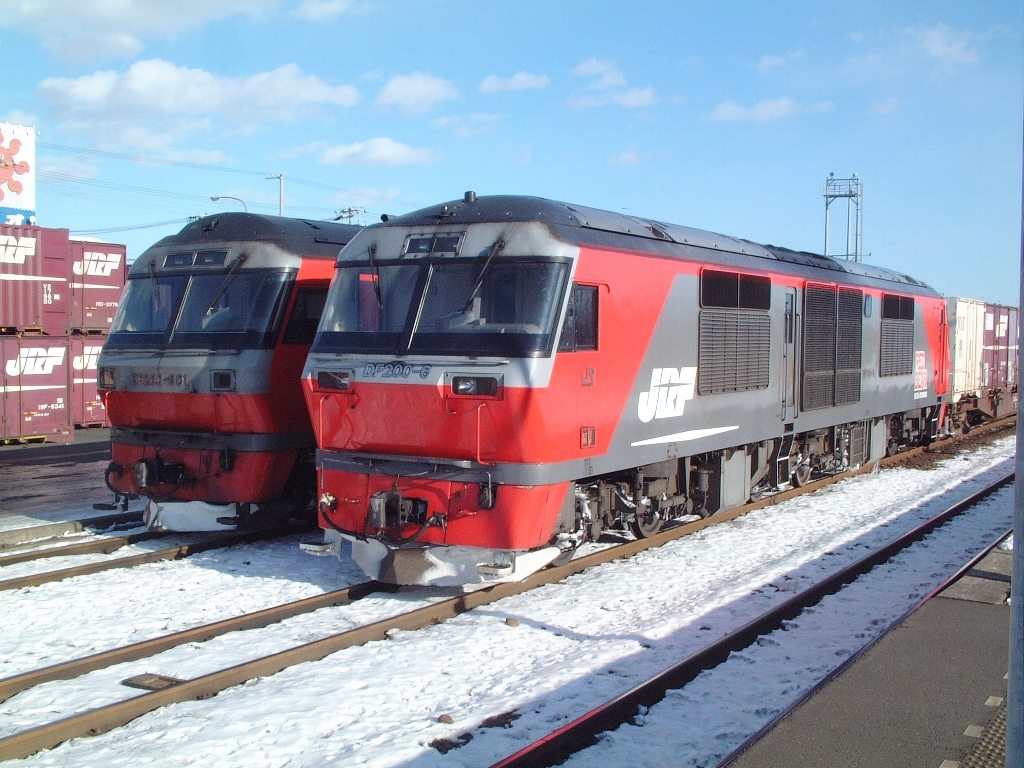
Locomotives DF200-901 et DF200-6
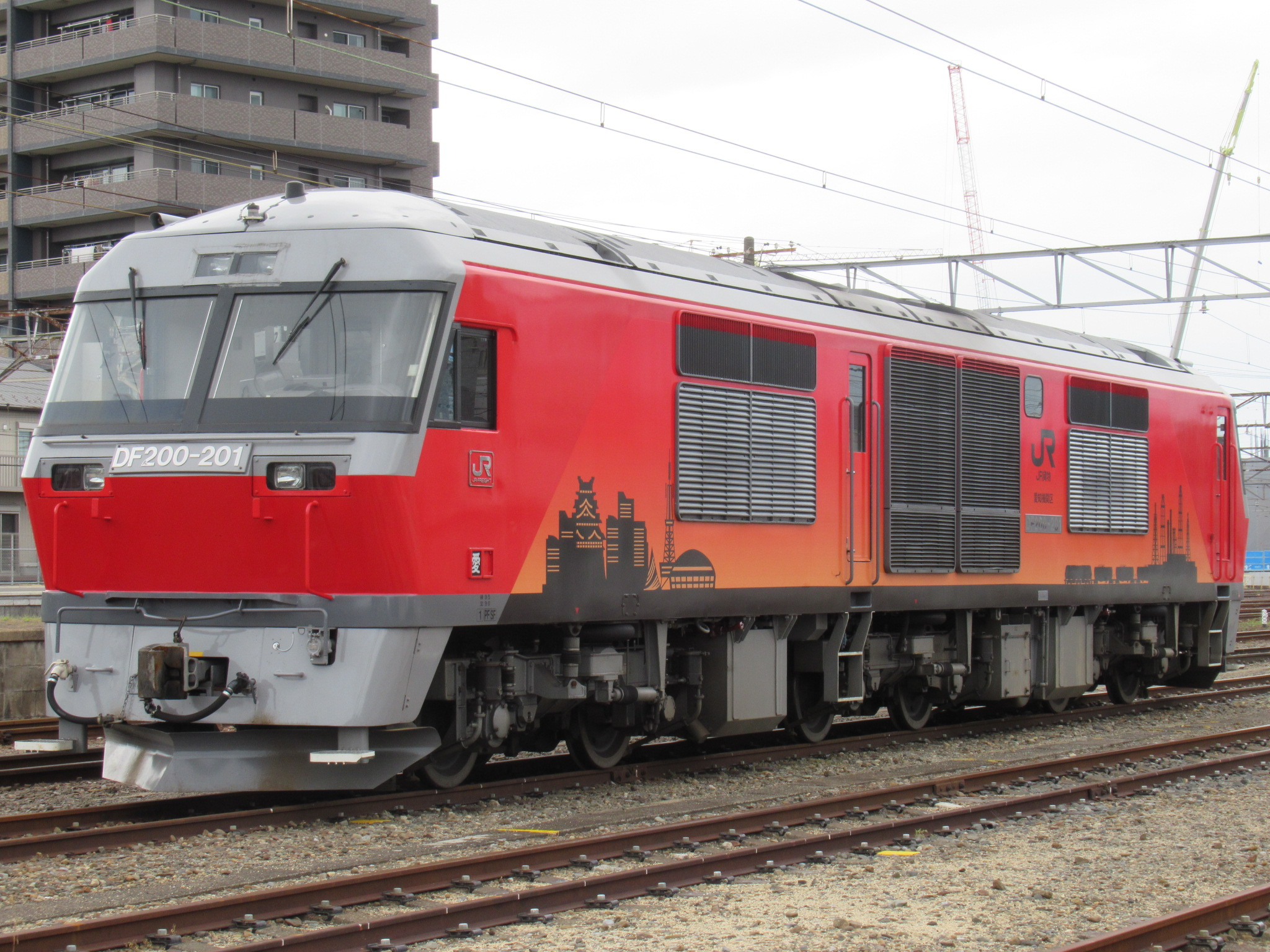
Locomotive DF200-201
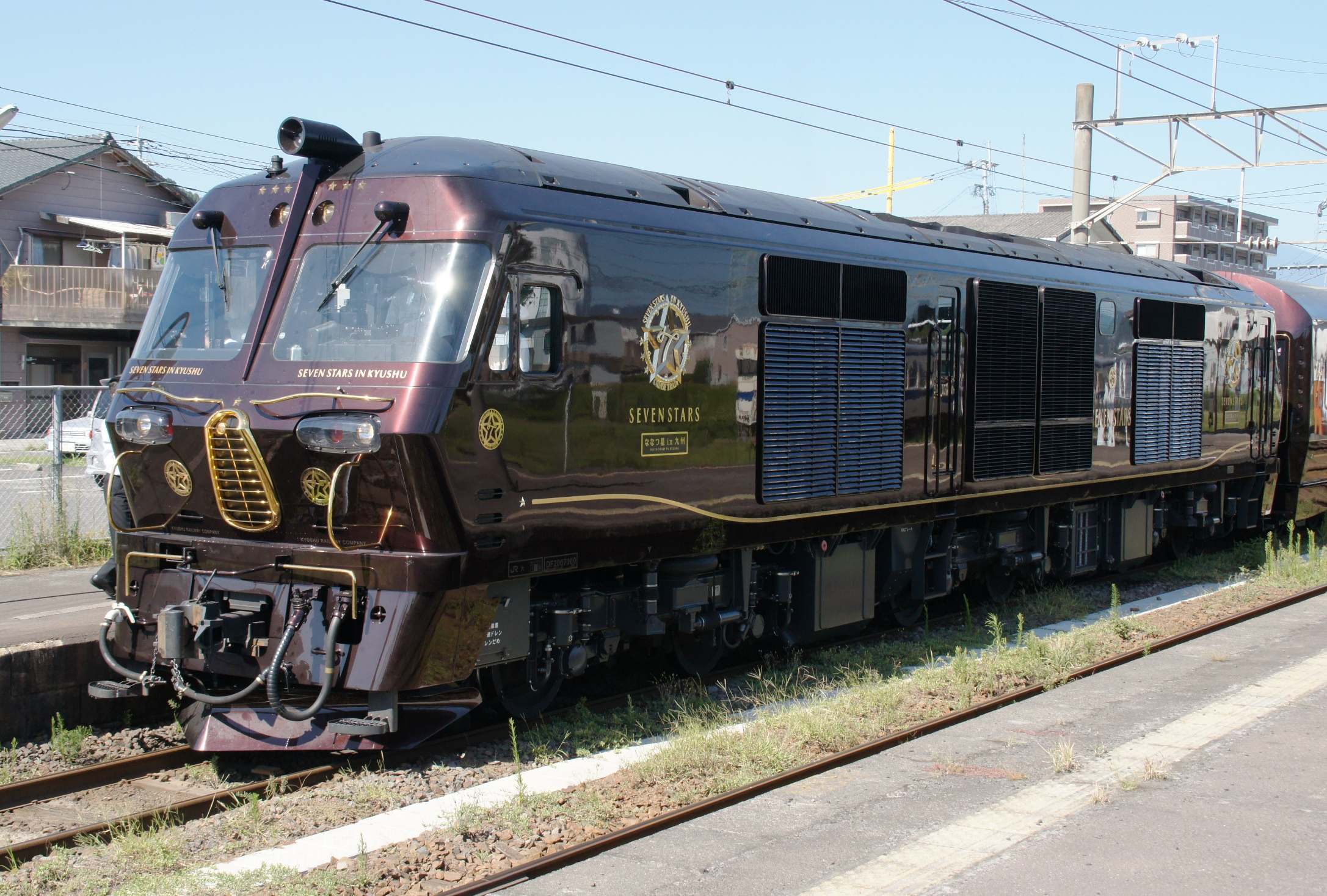
Locomotive DF200-7000 "Nanatsuboshi in Kyūshū"

## Histoire
Le modèle a remporté un Laurel Prize en 1994.

## Affectation
Les locomotives DF200 circulent principalement à Hokkaidō et sur la ligne principale Kansai.